# HMS Firedrake (H79)
Pour les autres navires du même nom, voir HMS Firedrake.
Le HMS Firedrake (pennant number H79) est un destroyer de classe F lancé pour la Royal Navy en 1934.

## Conception
Le Firedrake est commandé, dans le cadre du programme naval de 1932, le 17 mars 1933 pour le chantier naval de Vickers Armstrong de Newcastle-on-Tyne en Angleterre. La pose de la quille est effectuée le 5 juillet 1933, le Firedrake est lancé le 28 juin 1934 et mis en service le 30 mai 1935.
Il est parrainé par la communauté civile de Tynemouth dans le Northumberland, dans le cadre de la Warship Week (semaine des navires de guerre) en février 1942.
Le Firedrake est un des 9 navires de la classe F, version allongée de la classe A de 1927 et sur la classe D précédente, permettant d'améliorer leur endurance. La classe F est une répétition de la  classe E avec quelques différences mineures Ses quatre canons, en affût simple, sont de 120 mm (4,7 pouces). Ils sont superposés deux à la proue et les deux autres à la poupe. Deux plateformes de tubes lance-torpilles quadruples de 533 mm sont présentes dans l'axe du navire, installées après les deux cheminées et séparées par une plateforme projecteur. Il n'est pas équipé à l'origine comme dragueur de mines.
Les destroyers des classes F déplacent 1 428 t en charge normale et 1 970 t en pleine charge. Ils ont une longueur totale de 100,3 mètres, une largeur de 10,1 mètres et un tirant d'eau de 3,8 mètres. Ils sont propulsés par deux turbines à vapeur à engrenages Parsons, chacune entraînant un arbre d'hélice, utilisant la vapeur fournie par trois chaudières à trois tambours Almirauty qui fonctionnent à une pression de 20,7 bar et à une température de 327 °C. Les turbines développent une puissance totale de 36 000 chevaux-vapeur (27 000 kW) et atteignent une vitesse maximale de 35,5 nœuds (65,7 km/h). Les destroyers transportent un maximum de 470-480 tonnes de mazout, ce qui leur donne une autonomie de 6 350 milles marins  (11 760 km) à 15 nœuds (28 km/h).L'effectif du navire est de 145 officiers et matelots.
Une modernisation de temps de guerre est opérée dès 1940. À partir de mai 1940, le banc arrière des tubes de torpilles est retiré et remplacé par un canon antiaérien QF de 12 livres 20-cwt, le mât arrière et la cheminée étant coupés pour améliorer le champ de tir du canon. Quatre à huit canons Oerlikon QF de 20 mm sont ajoutés aux navires survivants, remplaçant généralement les supports de mitrailleuse de calibre .50 entre les cheminées. Au début de la guerre, le stockage des grenades sous-marines est passé à 38. En 1943, on lui enlève son canon "Y" sur le pont arrière pour permettre un stockage supplémentaire de grenades sous-marines et l'installation de deux lanceurs de grenades sous-marines supplémentaires. Le canon de 12 livres est retiré pour permettre l'installation d'un radiogoniomètre Huff-Duff sur un mât principal court et pour permettre le stockage de charges sous-marines supplémentaires. On remplace son canon "A" ou "B" par un mortier Hedgehog anti-sous-marin, et sa tour de contrôle et son télémètre au-dessus du pont sont retirés en échange d'un radar de repérage de cible Type 271. Un radar de recherche de surface à courte portée de type 286, adapté du radar ASV de la Royal Air Force, est également ajouté.

## Histoire
Achevé le 30 avril 1935, le Firedrake  est initialement affecté à la 6e flottille de destroyers (6DF) de la Home Fleet (Flotte intérieure), mais est envoyé en renfort de la Mediterranean Fleet (Flotte méditerranéenne), avec la plupart de ses navires-jumeaux (sister ship), pendant la crise d'Abyssinie entre le royaume d'Italie (Regno d'Italia) et l'Empire éthiopien (alors connu sous le nom « d'Abyssinie » en Europe), en septembre et y reste jusqu'en décembre.
Le Firedrake est remis en état à Gibraltar du 14 décembre 1935 au 11 février 1936. Il retourne brièvement au Royaume-Uni pour donner un congé à l'équipage plus tard dans le mois, mais il retourne en Méditerranée en mars et y est resté jusqu'en juillet, date à laquelle il commencé un carénage à l'arsenal de Sheerness (Sheerness Dockyard).
Dès son achèvement, le 30 septembre, le Firedrake retourne en Méditerranée et navigue dans les eaux espagnoles pour faire respecter l'embargo sur les armes imposé aux deux camps pendant la guerre civile espagnole par les décrets du Comité international pour la non-intervention jusqu'en juin 1937.
Le 23 avril 1937, le Firedrake , avec le croiseur de bataille Hood, escorte un marchand britannique dans le port de Bilbao malgré la présence du croiseur nationaliste Almirante Cervera qui tente de bloquer le port.
Le Firedrake retourne à Gibraltar en septembre et reprend les patrouilles dans les eaux espagnoles jusqu'en novembre, date à laquelle il entame un nouveau carénage à Sheerness qui dure jusqu'au 30 décembre. Le navire passe deux mois supplémentaires à Gibraltar entre janvier et mars 1938 et patrouille ensuite le long des côtes espagnoles dans le Golfe de Gascogne un an plus tard.
La Flottille est renumérotée 8e flottille de destroyers en avril 1939, cinq mois avant le début de la Seconde Guerre mondiale. Le Firedrake lui reste assigné jusqu'en juin 1940, escortant les plus grands navires de la Flotte.

### Seconde Guerre mondiale
En septembre 1939, le Firedrake est affecté à la Home Fleet et basé à Scapa Flow. Au cours du premier mois des hostilités, il fait partie d'un groupe de chasseurs de sous-marins centré sur le porte-avions Ark Royal. Le 14 septembre, le porte-avions est attaqué sans succès par le sous-marin (U-Boot) allemand U-39. Le Firedrake, en compagnie de ses navires-jumeaux (sister ships) Faulknor et Foxhound, contre-attaque et coule le U-39 au nord-ouest de l'Irlande. Le 5 octobre, le navire repêche les survivants du petit cargo SS Glen Farg.
En février 1940, il est l'un des escortes du convoi TC 3 transportant les troupes du Canada vers le Royaume-Uni. Le 28 mars, le Firedrake est légèrement endommagé alors qu'il se trouve à côté du destroyer Icarus à Invergordon et est réparé entre le 2 et le 26 avril à Cardiff au Pays de Galles.
Dans la campagne de Norvège, le Firedrake soutient le débarquement allié des 12 et 13 mai à Bjerkvik pendant la bataille de Narvik. Le navire continue à fournir un appui-feu pendant la bataille pendant le reste du mois. Dans les nuits du 30 et 31 mai, le Firedrake aide à évacuer les troupes de Bodø vers Harstad et Borkenes en attendant une nouvelle évacuation. Il est l'un des navires qui escortent les navires de transport de troupes évacuant les troupes de la région de Narvik les 7 et 8 juin. Il est légèrement endommagé par des éclats lors d'une attaque aérienne le 23 mai et de nouveau le 12 juin lorsque son moteur de direction bâbord et son canon "A" sont mis hors service; ses réparations s'achevent huit jours plus tard.
Le Firedrake est brièvement affecté à la 4e flottille de destroyers jusqu'à ce qu'il rejoigne la 8e flottille de destroyers à la mi-août pour escorter le cuirassé Valiant et le nouveau porte-avions Illustrious du Royaume-Uni à Gibraltar, arrivant le 29 août. Le lendemain, le Fury et la Force H couvrent le passage du Vailant et du Illustrious à travers la Méditerranée occidentale pour rejoindre la flotte méditerranéenne (opération Hats). Le 18 octobre, le Firedrake coule le sous-marin italien Durbo à l'Est de Gibraltar avec le destroyer Wrestler et deux hydravions Saro London du 202e escadron de la Royal Air Force. Une équipe d'arraisonnement saisit des documents chiffrés et opérationnels à bord du bateau, ce qui entraîne le naufrage du sous-marin italien Lafolè deux jours plus tard. À eux deux, les deux destroyers sauvent 5 officiers et 43 matelots. Le Firedrake escorte les porte-avions Argus et Ark Royal pendant les opérations Coat et White en novembre, alors qu'ils naviguent vers Malte. Le Firedrake escorte la Force F à Malte pendant l'opération Collar plus tard dans le mois et participe à la bataille peu concluante du Cap Spartivento le 27 novembre, où il fait partie de la protection du croiseur de bataille Renown et du cuirassé Ramillies.
Le 1er janvier 1941, le Firedrake est l'un des navires qui interceptent un convoi français de Vichy au large de Mellila au Maroc, et s'emparent des quatre navires marchands du convoi. Plus tard ce mois-là, il participe à l'opération Excess. Le 31 janvier 1941, la Force H quitte Gibraltar pour mener à bien l'opération Picket, une attaque nocturne à la torpille infructueuse menée par huit avions Fairey Swordfish du porte-avions Ark Royal sur le barrage de Tirso en Sardaigne. Les navires britanniques retournent à Gibraltar le 4 février et commencent à préparer l'opération Grog, un bombardement naval de Gênes, qui est mené à bien cinq jours plus tard. Le destroyer s'échoue accidentellement dans le brouillard près de Gibraltar le 1er mars et y reçoit des réparations provisoires jusqu'au 21 avril. Les réparations finales sont achevées à l'arsenal royal de Chatham (Chatham Royal Dockyard) le 19 juin et il rejoint la 8e Flottille de destroyers à Gibraltar peu après.
Pendant l'opération Substance, le Firedrake et le Foxhound sont chacun à la tête d'une colonne du convoi, faisant circuler leurs dispositif de dragage de mines TSDS (Two-Speed Destroyer Sweep ), à travers le goulet sicilien le 23 juillet quand une bombe italienne de 100 kg a failli manquer le Firedrake et explose sur son côté bâbord. L'onde de choc souffle sur le blindage de la chaufferie no 1 et le met hors service, de sorte qu'il a dû être remorquée à Gibraltar par le destroyer Eridge. Des réparations temporaires sont effectuées à Gibraltar et le 23 septembre, le navire est transféré au chantier naval de Boston pour y être réparé. Le Firedrake échange l'un de ses canons de 4,7 pouces contre des grenades sous-marines supplémentaires pendant qu'il est en réparation pour mieux s'adapter à son nouveau rôle d'escorte de convoi.
Après avoir escorté le convoi NA 2 vers le Royaume-Uni en janvier 1942, le Firedrake est affecté au groupe d'escorte B7 de la Mid-Ocean Escort Force. En mai, alors qu'il escorte le convoi ONS 94, les escortes font fuir le U-406. Le Firedrake  est réparé en avril sur le Clyde et en août à Belfast. Le Firedrakerécupère les survivants du marchand torpillé MV Olaf Fostenes le 26 septembre. Deux mois plus tard, le navire est détaché pour renforcer l'escorte du convoi ON 144 le 18 novembre et contribue à prévenir toute nouvelle perte pour le convoi.
Le 16 décembre, alors qu'il escorte le convoi ON 153, le Firedrake est torpillé par le U-211 à 19h11. Il se brise en deux; la section avant coule immédiatement à la position géographique de 50° 50′ N, 25° 15′ O mais sa poupe reste à flot jusqu'à 00h45. La corvette Sunflower récupère 26 survivants, mais le reste de son équipage de 140 hommes est perdu,

### Honneurs de bataille
- ATLANTIC 1939-42
- NORWAY 1940
- SPARTIVENTO 1940
- MEDITERRANEAN 1940-41
- MALTA CONVOYS 1941

### Participation auxconvois
Le Firedrake a navigué avec les convois suivants au cours de sa carrière:
1. Convoi AH 3
2. Convoi HA 4
3. Convoi HG 45
4. Convoi HG 51
5. Convoi HG 60
6. Convoi HX 181
7. Convoi HX 186
8. Convoi HX 192
9. Convoi HX 216
10. Convoi NA 2
11. Convoi ON 71
12. Convoi ON 84
13. Convoi ON 94
14. Convoi ON 106
15. Convoi ON 117
16. Convoi ON 142
17. Convoi ON 144
18. Convoi ON 153
19. Convoi SC 91
20. Convoi SC 102
21. Convoi SC 103
22. Convoi TC 2
23. Convoi TC 3
24. Convoi WS 9C
25. Convoi WS 16

### Commandement
- Lieutenant Commander (Lt.Cdr.) Stephen Hugh Norris (RN) du 4 avril 1938 au 4 mai 1942
- Commander (Cdr.) William Eric Banks (RN) du 4 mai 1942 au 1er septembre 1942
- Commander (Cdr.) Eric Henry Tilden (RN) du 1er septembre 1942 au 17 décembre 1942